# Лукин, Филипп Миронович
Филипп Миронович Луки́н (1913—1994) — советский композитор, хоровой дирижёр, музыкально-общественный деятель. Народный артист РСФСР (1970).

## Биография
Родился 1 июля (14 июля) 1913 года в деревне Сявал-Сирма (ныне Красноармейский район (Чувашия)). В 1932 году окончил Чувашский музыкально-театральный техникум, в 1942 году — МГК имени П. И. Чайковского (класс В. Г. Соколова). Член СК СССР с 1941 года. В 1942—1956 годах художественный руководитель Чувашского ГАПТ, в 1957—1959 годах художественный руководитель и директор ЧГФ, в 1959—1992 года — преподаватель ЧМУ имени Ф. П. Павлова. В 1948—1977 годах председатель правления СК ЧАССР, председатель Хорового (Музыкального) общества ЧАССР.
Умер 3 февраля 1994 года в Чебоксарах. Похоронен на мемориальном кладбище города Чебоксары.

## Творчество
- песни
- инструментальные пьесы для гобоя, кларнета, валторны, виолончели, скрипки.

Песни Ф. М. Лукина звучат в народе с 30-годов. Они прочно вошли в репертуар профессиональных и самодеятельных хоровых коллективов и солистов. Всего Лукиным написано около 800 песен. Им написаны и инструментальные пьесы.

## Награды и премии
- заслуженный деятель искусств РСФСР (1960)
- народный артист РСФСР (1970)
- орден Октябрьской Революции (1983) — за заслуги в развитии советского музыкального искусства и в связи с семидесятилетием со дня рождения[1]
- орден Трудового Красного Знамени
- орден Дружбы народов (1993) — за большие заслуги в области музыкального искусства и многолетнюю педагогическую деятельность[2]
- орден «Знак Почёта»
- занесён в Почётную Книгу Трудовой Славы и Героизма Чувашской АССР (1989)
- Почётный гражданин Чебоксар (1993)
- Сталинская премия третьей степени (1952) — за песни «Нам счастье Сталиным дано», «Застольная Песня о Москве», «Песня о счастливой дружбе», «Песня молодёжи»
- заслуженный деятель искусств Чувашской АССР
- заслуженный деятель искусств Дагестана

## Память

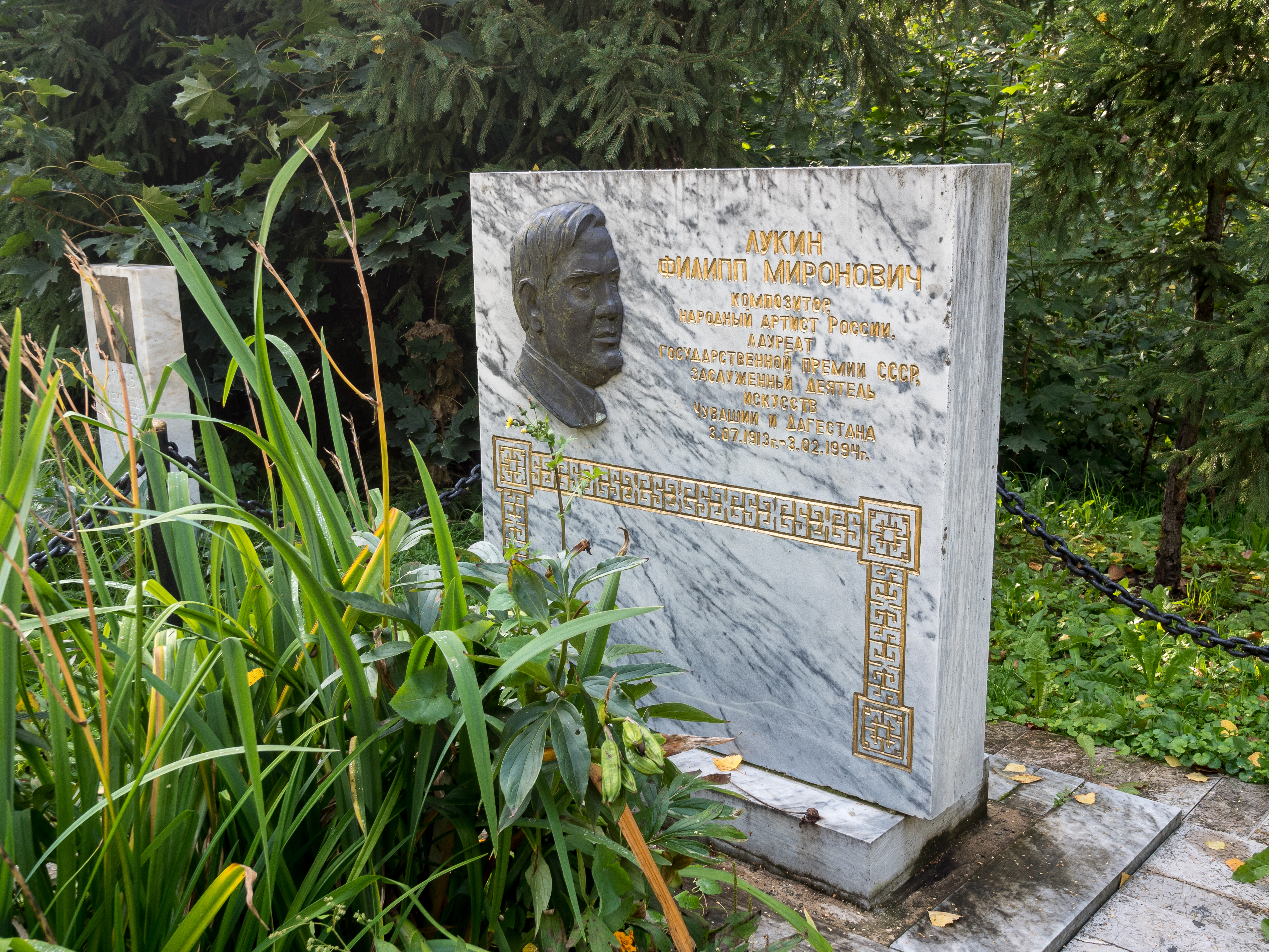
Могила Ф. М. Лукина в Чебоксарах

- Могила Ф. М. Лукина в ЧебоксарахИмя Филиппа Лукина носит музыкальная школа № 5 города Чебоксары[3].
- В 2011 году одной из улиц в северо-западном районе Чебоксар было присвоено имя Ф. М. Лукина[4].
- В 2013 году, к столетию композитора, выпущен художественный маркированный конверт[5]; в Чадукасах Красноармейского района Чувашии (там, где расположен музей композитора) было организовано памятное специальное гашение[6].